# Insônia (canção)
"Insônia" é uma canção da dupla Tribo da Periferia e do cantor Hungria Hip Hop, lançada no dia 2 de setembro de 2014. "Insônia" integra o álbum de estúdio "3° Último" de Tribo da Periferia e o álbum de estúdio "Meu Carona" de Hungria como single de ambos os álbuns. Apesar da canção ser um dos singles mais conhecidos de seus interpretes, ela nunca obteve videoclipe. Atualmente "insônia" soma mais de 220 milhões de acessos no YouTube e mais de 50 milhões de streaming no Spotify. "Insônia" também ficou conhecida na voz da cantora sertaneja Marília Mendonça.

## Lista de faixas
| Download digital |           |         |  |
| N.º              | Título    | Duração |  |
| 1.               | "Insônia" | 4:43    |  |

## "Insônia 2"
"Insônia 2" é uma canção da dupla de rap brasileira Tribo da Periferia e do rapper Hungria Hip Hop, com a participação do cantor de funk carioca MC Ryan SP. O single foi lançado em 2022, e é a segunda parte do hit "Insônia", de Tribo da Periferia e Hungria. "Insônia 2" recebeu o certificado de disco de platina.

## Lista de faixas
| Download digital |                              |         |  |
| N.º              | Título                       | Duração |  |
| 1.               | "Insônia 2 (ft. MC Ryan SP)" |         |  |

## Certificações e vendas
| Região                                                        | Certificação | Vendas  |
| ------------------------------------------------------------- | ------------ | ------- |
| Brasil (Pro-Música Brasil)                                    | Platina      | 80,000‡ |
| ‡vendas+valores de streaming baseados somente na certificação |              |         |